# Lazy Bay (Wallace Harbour)
Lazy Bay – zatoka (ang. bay) zatoki Wallace Harbour w kanadyjskiej prowincji Nowa Szkocja, w hrabstwie Cumberland; nazwa urzędowo zatwierdzona 9 czerwca 1943.